# Moringen (KL)
Konzentrationslager Moringen, Frauen-Konzentrationslager Moringen, Jugend-Konzentrationslager Moringen, Jugendschutzlager Moringen, SS-Sonderlager Moringen – niemieckie obozy koncentracyjne funkcjonujące w latach 1933–1945, w miasteczku Moringen, w Dolnej Saksonii, w Niemczech.

## Historia
W Moringen, na terenie byłego szpitala psychiatrycznego, funkcjonowały w latach 1933–1945 kolejno trzy obozy: dla mężczyzn (Konzentrazionslager Moringen), dla kobiet (Frauen-Konzentrazionslager Moringen) i dla dzieci i młodzieży (Jugendschutzlager Moringen).

### Koncentrazionslager Moringen
Obóz powstał w kwietniu 1933 roku, jako jeden z pierwszych obozów koncentracyjnych w III Rzeszy. Pierwszy transport więźniów dotarł 11 kwietnia. Obóz ten został zamknięty w listopadzie 1933, więźniów wywieziono do innych obozów, bądź zwolniono.

### Frauen-Konzentrazionslager Moringen
Powstał jesienią 1933, jako pierwszy niemiecki obóz koncentracyjny dla kobiet. Funkcjonował do 21 marca 1938 roku, kiedy to wywieziono więźniarki do KL Lichtenburg.

### Jugendschutzlager Moringen
W czerwcu 1940 w tym samym miejscu założono obóz dla „młodzieży męskiej”. Poza niewolniczą pracą dzieci od 1941 roku były poddawane zbrodniczym eksperymentom pseudomedycznym (m.in. sterylizacji oraz próbom udowodnienia, że kryminalność ma charakter dziedziczny). Więźniowie byli segregowani na poszczególnych blokach, wedle kategorii „przewinień” bądź przynależności etnicznej. Pracowali niewolniczo dla niemieckich firm, głównie dla spółki Piller (Maschinenschlosserei), z Osterode am Harz. Obóz został wyzwolony 9 kwietnia 1945 roku, kilka dni wcześniej część więźniów ewakuowano.

## Więźniowie i ofiary
- Pierwszy obóz był przeznaczony przede wszystkim dla opozycji politycznej względem nazistów. Pomimo tego, że głównie był przeznaczony dla mężczyzn więziono tu również kobiety, głównie z ruchów robotniczych.
- W obozie kobiecym umieszczono przede wszystkim Niemki będące Świadkami Jehowy (ich udział przekraczał ¾ więźniarek)[a], więźniarki polityczne oraz prostytutki. W sumie przez obóz przeszło 1350 kobiet z obszaru III Rzeszy.
- Obóz dla młodzieży był przeznaczony dla chłopców od 12 do 22 lat, choć zdarzały się przypadki młodszych więźniów. Były to w szczególności dzieci, które odmawiały wstępowania do Hitlerjugend, młodociani kryminaliści, oddające się prostytucji, bądź zaangażowane w ruchy oporu w okupowanych krajach. Umieralność w obozie była wysoka, ze względu na niższą wytrzymałość młodych więźniów, ciężką pracę, traktowanie przez załogę obozu, głód, choroby oraz doświadczenia pseudomedyczne. Przez obóz przeszło ok. 1500 dzieci i młodzieży. Przynajmniej 10% z nich nie przeżyło warunków obozowych.

## Dzieje powojenne

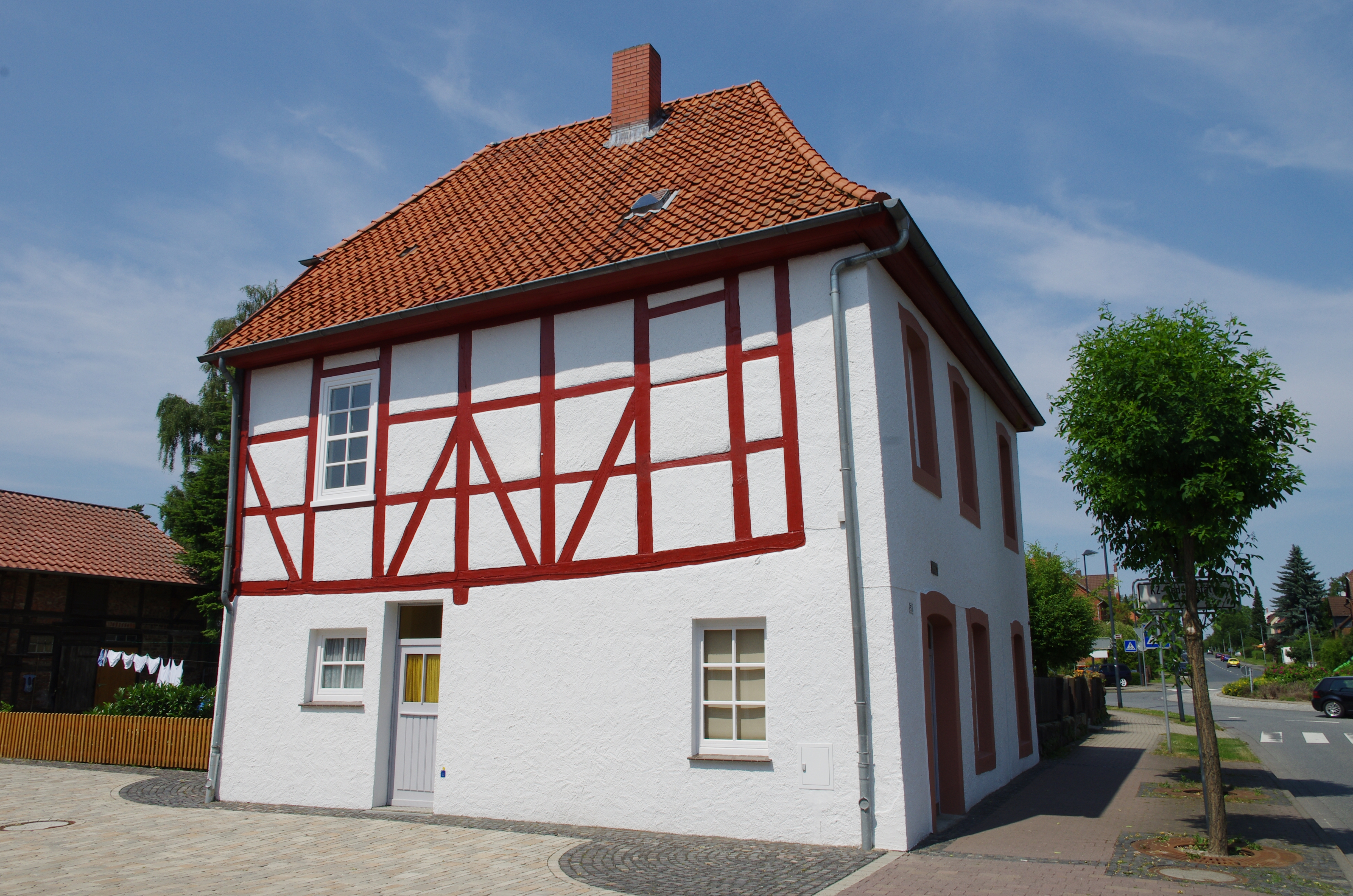
muzeum

W 1989 roku powstało w Moringen stowarzyszenie, które doprowadziło do powstania w tym miejscu w 1993 roku muzeum i miejsca pamięci.